# Christina Aryani
Pour les articles homonymes, voir Aryani.
 (août 2024).
Christina Aryani née le 17 juillet 1976 à Jakarta est une avocate et femme politique indonésienne qui est membre du conseil représentatif du peuple depuis 2019.
Entre 1998 et 2003, Aryani a travaillé chez le groupe SCL, et créé une entreprise de sacs à main avant de se lancer dans la pratique juridique. Elle a également travaillé sur le projet monorail de Jakarta.